# Sthenoprocris malgassica
Sthenoprocris malgassica är en fjärilsart som beskrevs av George Francis Hampson 1919. Sthenoprocris malgassica ingår i släktet Sthenoprocris och familjen bastardsvärmare. Inga underarter finns listade i Catalogue of Life.